# 晋冀鲁豫野战军十二纵队整军地旧址
晋冀鲁豫野战军十二纵队整军地旧址，位于山西省晋城市城区北石店镇南石店村。
2016年6月6日，晋冀鲁豫野战军十二纵队整军地旧址公布为第五批山西省文物保护单位，近现代类，年代为民国三十六年（1947），编号5-168。